# Fosfuro de arseniuro de indio y galio
El fosfuro de arseniuro de indio y galio (GaxIn1-xAsyP1-y) es un material semiconductor compuesto cuaternario, una aleación de arseniuro de galio, fosfuro de galio, arseniuro de indio o fosfuro de indio. Este compuesto tiene aplicaciones en dispositivos fotónicos, debido a la capacidad de adaptar su brecha de banda mediante cambios en las proporciones molares de aleación, x e y.
Los circuitos integrados fotónicos basados en el fosfuro de indio, o PIC, suelen utilizar aleaciones de GaxIn1-xAsyP1-y para construir pozos cuánticos, guías de ondas y otras estructuras fotónicas, adaptadas a un sustrato de InP, lo que permite el crecimiento epitaxial monocristalino sobre InP.
Muchos dispositivos que funcionan en la ventana de longitud de onda del infrarrojo cercano de 1,55 μm utilizan esta aleación y se emplean como componentes ópticos (como transmisores láser, fotodetectores y moduladores) en sistemas de comunicaciones de banda C.
El Instituto Fraunhofer de Sistemas de Energía Solar ISE presentó una célula solar de triple unión que utiliza Ga0,93In0,07As0,87P0,13. La célula tiene una eficiencia muy alta del 35,9% (que se considera un récord).